# Leptotarsus nocivus
Leptotarsus nocivus är en tvåvingeart som först beskrevs av Alexander 1953.  Leptotarsus nocivus ingår i släktet Leptotarsus och familjen storharkrankar. Inga underarter finns listade i Catalogue of Life.